# Waterford (Michigan)
Waterford is een plaats (census-designated place) in de Amerikaanse staat Michigan, en valt bestuurlijk gezien onder Oakland County.

## Demografie
Bij de volkstelling in 2000 werd het aantal inwoners vastgesteld op 73.150.

## Geografie
Volgens het United States Census Bureau beslaat de plaats een oppervlakte van
91,5 km², waarvan 81,2 km² land en 10,3 km² water.

## Plaatsen in de nabije omgeving
De onderstaande figuur toont nabijgelegen plaatsen in een straal van 12 km rond Waterford.